# تأثير الكوبرا
تأثير الكوبرا أو أثر الكوبرا (بالإنجليزية: cobra effect)‏ يحدث عند محاولة حل مشكلة فيزيد الحل المشكلة سوءاً.  وهو يدل على العواقب غير المقصودة. يستخدم المصطلح لتوضيح الحلول الخاطئة في الاقتصاد والسياسة. أيضاً هناك كتاب يحمل نفس الاسم للاقتصادي الألماني هورست سيبرت.

## أصل التسمية

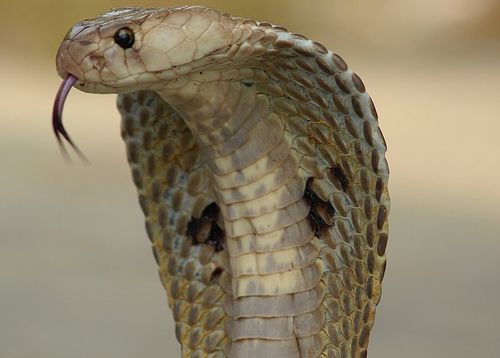
الكوبرا الهندية

ظهر المصطلح من خلال قصة حدثت فترة الاحتلال البريطاني للهند. عانت الحكومة البريطانية من زيادة أعداد ثعابين الكوبرا السامة في مدينة دلهي. لذلك عرضت الحكومة مكافأة (جائزة) لكل ثعبان كوبرا ميت. كانت هذه الإستراتيجية ناجحة في البداية وتم قتل أعداد كبيرة من الكوبرا من أجل المكافأة. في نهاية المطاف بدأ الناس بالمغامرة وتربية هذه الثعابين من أجل تحسين الدخل. وعندما أدركت  الحكومة ذلك، ألغت برنامج المكافآت، مما جعل الثعابين بدون قيمة بالنسبة للمربيين فأطلقوها. ونتيجة لذلك تزايدت أعداد الكوبرا البرية. كان الحل واضح للمشكلة لكنه زادها سوءاً.
حدثت حالة مشابهه في هانوي في فيتنام عندما كانت تحت الاحتلال الفرنسي. أنشئ النظام الاستعماري الحاكم برنامج مكافآت لكل جرذ مقتول. وعلى الناس أن يحضروا ذيل الفأر لكي يقبضوا المكافأة. ثم بدأ مسؤولو الاستعمار يلاحظون وجود الفئران بدون ذيل في هانوي. كان صيادو الفئران الفيتناميون يمسكونها ويقطعون ذيلها ثم يطلقوها مرة أخرى في المجاري لتتكاثر من جديد وتنجب المزيد من الفئران. وبالتالي تزداد مكافآت الصيادين.
يقول المؤرخ مايكل فان أن حادثة الكوبرا الهندية لا يمكن إثباتها ولكن حادثة الفئران الفيتنامية مثبتة، لذلك يجب تغيير المصطلح ليصبح تأثير الفئران.